# ضفدع أموري
ضفدع أموري (الاسم العلمي: Rana amurensis) (بالإنجليزية: Siberian wood frog)‏ هو نوع من الحيوانات يتبع جنس الضفدع الحقيقي من فصيلة الضفادع الحقيقية.